# Nikita Sergeevič Chruščëv
Nikita Sergeevič Chruščëv (in russo Ники́та Серге́евич Хрущёв?, ; in ucraino Микита Сергійович Хрущов?, Mykyta Serhijovyč Chruščov; spesso trascritto in italiano come Krusciov; Kalinovka, 15 aprile 1894 – Mosca, 11 settembre 1971) è stato un politico e militare sovietico, segretario generale del Partito Comunista dell'Unione Sovietica dal 1953 al 1964.
Dopo le lotte per il potere seguite alla morte di Iosif Stalin (1953) e il breve periodo alla guida di Georgij Malenkov, Chruščëv divenne il leader dell'Unione Sovietica. Fu il Primo segretario del Comitato Centrale del PCUS a denunciare pubblicamente i crimini di Stalin, dando avvio alla cosiddetta "destalinizzazione" (in un’era nota come il “disgelo”), e anche il primo leader sovietico a visitare gli Stati Uniti d'America, il 15 settembre 1959, Paese con cui intese stabilire un rapporto di pacifica, seppur competitiva, "coesistenza".
(Nikita Chruščëv, Sul culto della personalità e le sue conseguenze)

## Biografia

### I primi anni
Nikita Chruščëv nacque il 15 aprile 1894 a Kalinovka, nell'oblast di Kursk, nella Russia imperiale (nell'attuale Russia vicino all'attuale confine con l'Ucraina) da una famiglia di estrazione contadina. Nel 1908 la sua famiglia si trasferì a Juzovka, in Ucraina (oggi Donec'k, territorio sotto controllo russo).
Chruščëv, bambino molto intelligente, ricevette solo due anni di educazione elementare. Chruščëv lavorò come installatore di tubi in varie fabbriche e miniere e nel 1911 come idraulico a Charkiv. Durante la prima guerra mondiale s'impegnò in attività sindacali, e, dopo la rivoluzione russa del 1917, combatté nell'Armata Rossa durante la guerra civile, al comando di reparti partigiani impegnati in Ucraina contro le truppe controrivoluzionarie del generale Denikin e, in seguito, svolgendo funzione di Commissario politico. Divenne membro del partito nel 1918 e lavorò in varie posizioni amministrative nel Donbass.
Nel 1931 passò per le segreterie dei rajkom ("comitati distrettuali", in russo районные комитеты, sing. районный комитет) dei quartieri Bauman e Krasnaja Presnja a Mosca, anche grazie alle raccomandazioni dell'amico Lazar' Kaganovič, e nel 1932 venne eletto secondo segretario del gorkom ("comitato cittadino", in russo городские комитеты, sing. городской комитет) di Mosca. Nel 1934 divenne Primo Segretario del gorkom moscovita del Partito Comunista dell'Unione Sovietica e secondo segretario dell'obkom ("comitato regionale", in russo областной комитет), sempre di Mosca. Dal 1934 Chruščëv fu membro effettivo del Comitato centrale del Partito Comunista dell'Unione Sovietica. Nel gennaio del 1938 fu nominato "facente funzione" di primo segretario del comitato centrale del Partito Comunista dell'Ucraina, in sostituzione dei precedenti membri falcidiati dalle persecuzioni staliniane del 1937-1938.
Venne invece effettivamente eletto a tale carica nel giugno dello stesso anno, oltre ad assumere la segreteria dell'obkom di Kiev. Fu eletto membro candidato del Politburo nel 1938, contestualmente all'elezione nel Praesidium (comitato esecutivo) del neoeletto Soviet Supremo dell'URSS, alla prima elezione dopo la nuova costituzione del 1936.

### La seconda guerra mondiale
Durante la seconda guerra mondiale Chruščëv servì il suo paese come ufficiale politico, equivalente al grado militare di tenente generale. Nei mesi seguenti l'invasione tedesca, pianificata nell'ambito dell'Operazione Barbarossa del 1941, Chruščëv entrò in conflitto con Stalin riguardo alla condotta della guerra in Ucraina, regione nella quale Nikita Chruščëv era all'epoca guida locale e funzionario più alto in grado del partito. Esempio di tale divergenza di vedute fu l'opposizione, che restò inascoltata, all'offensiva su Char'kov del maggio 1942, in occasione della quale sollecitò Stalin a rinunciare ai suoi propositi di avanzata, in favore di una maggiore concentrazione delle truppe in posizioni difensive che meglio contrastassero la controffensiva tedesca.
Considerò l'indisponibilità di Stalin ad accettare la ritirata come opzione militare uno spreco rispetto alle possibilità a loro sfavore che i soldati si trovavano a fronteggiare. Successivamente, fu commissario politico nella battaglia di Stalingrado e partecipò all'avanzata dell'esercito sovietico in Ucraina a fianco del generale Vatutin fino all'agosto del 1944.

### L'ascesa al potere e la "destalinizzazione"
Dopo la morte di Stalin, avvenuta nel marzo 1953, si scatenò la lotta per la successione all'interno del partito. Inizialmente sembrò predominante la posizione di Lavrentij Berija, ministro degli Interni e capo della polizia segreta. Tuttavia Georgij Malenkov, Lazar Kaganovič, Vjačeslav Molotov, Nikolai Bulganin e altri appoggiarono Chruščëv e fecero destituire Berija. Berija fu imprigionato in attesa dell'esecuzione, che avvenne poi in dicembre.
La leadership di Chruščëv costituì un momento di svolta cruciale per l'URSS. Egli stupì i delegati del XX Congresso del PCUS il 25 febbraio 1956 con il suo famoso "discorso segreto" (in quanto non destinato ad alcuna pubblicazione o diffusione al di fuori del suo uditorio, e solo successivamente ricostruito e pubblicato dalla CIA), Sul culto della personalità e le sue conseguenze, in cui denunciava il culto della personalità di Stalin e i crimini commessi durante le Grandi purghe, dando avvio al processo detto destalinizzazione.
Per questo Chruščëv fu criticato dai membri più ortodossi del partito, da egli considerati “stalinisti”, che cercarono di spodestarlo nel 1957. Nonostante ciò, Chruščëv riuscì a mantenere la sua posizione e ad allontanare dal potere gli “stalinisti” e la rivista Time Magazine, lo nominò persona dell'anno per il 1957. Il 27 marzo 1958 Chruščëv rimpiazzò Bulganin come primo ministro dell'Unione Sovietica e si stabilì come unico capo dell'esecutivo e del partito. Chruščëv promosse riforme del sistema sovietico e una maggiore produzione dell'industria pesante.

### Politica estera: la "coesistenza pacifica" con gli USA
L'abbandono ufficiale della linea stalinista aveva già portato a un riavvicinamento dell'Unione Sovietica alla Jugoslavia di Tito, con cui nel 1955 vennero riallacciati i rapporti dopo la scomunica e l'espulsione dal Cominform seguita allo scontro del 1948.
Nel 1959 Richard Nixon, allora vicepresidente degli Stati Uniti, trascorse le sue vacanze in Unione Sovietica, inviato dal presidente Eisenhower per inaugurare l'Esposizione Nazionale Americana a Mosca. Durante tale visita, il 24 luglio, Nixon e Chruščëv discussero pubblicamente i meriti dei rispettivi sistemi economici, capitalismo ed economia pianificata, in un improvvisato confronto passato alla storia come "dibattito in cucina", perché ebbe luogo principalmente nella cucina di una casa prefabbricata americana presentata all'esposizione.
Chruščëv poi ricambiò la visita, recandosi a settembre, per tredici giorni, negli Stati Uniti. In tale occasione, sicuro che una "coesistenza pacifica" tra le due potenze avrebbe portato alla lunga alla vittoria, senza traumi, del sistema comunista, ebbe modo di dire alla televisione americana: «I vostri nipoti vivranno sotto un regime comunista!».
Il nuovo indirizzo politico sovietico inaugurato da Chruščëv fu favorito oltre che dall'effettiva competitività, negli anni 1950, dell'economia sovietica nei confronti di quella americana, anche dalla sicurezza di essere in possesso di un deterrente sufficientemente efficace da dissuadere il rivale da qualsiasi azione militare diretta, costituito dalla bomba atomica, di cui l'URSS disponeva dal 1949.
(Nikita Chruščëv)
La nuova visione da parte di Chruščëv degli Stati Uniti come avversario da superare più sul piano economico che come futuro nemico inevitabile sul piano militare (impostazione questa che aveva invece contraddistinto ideologicamente la visione staliniana) ebbe come sua conseguenza l'allontanamento della Cina di Mao Zedong: l'URSS e la Repubblica Popolare Cinese arrivarono a una rottura diplomatica nel 1960.

### La scarpa all'ONU

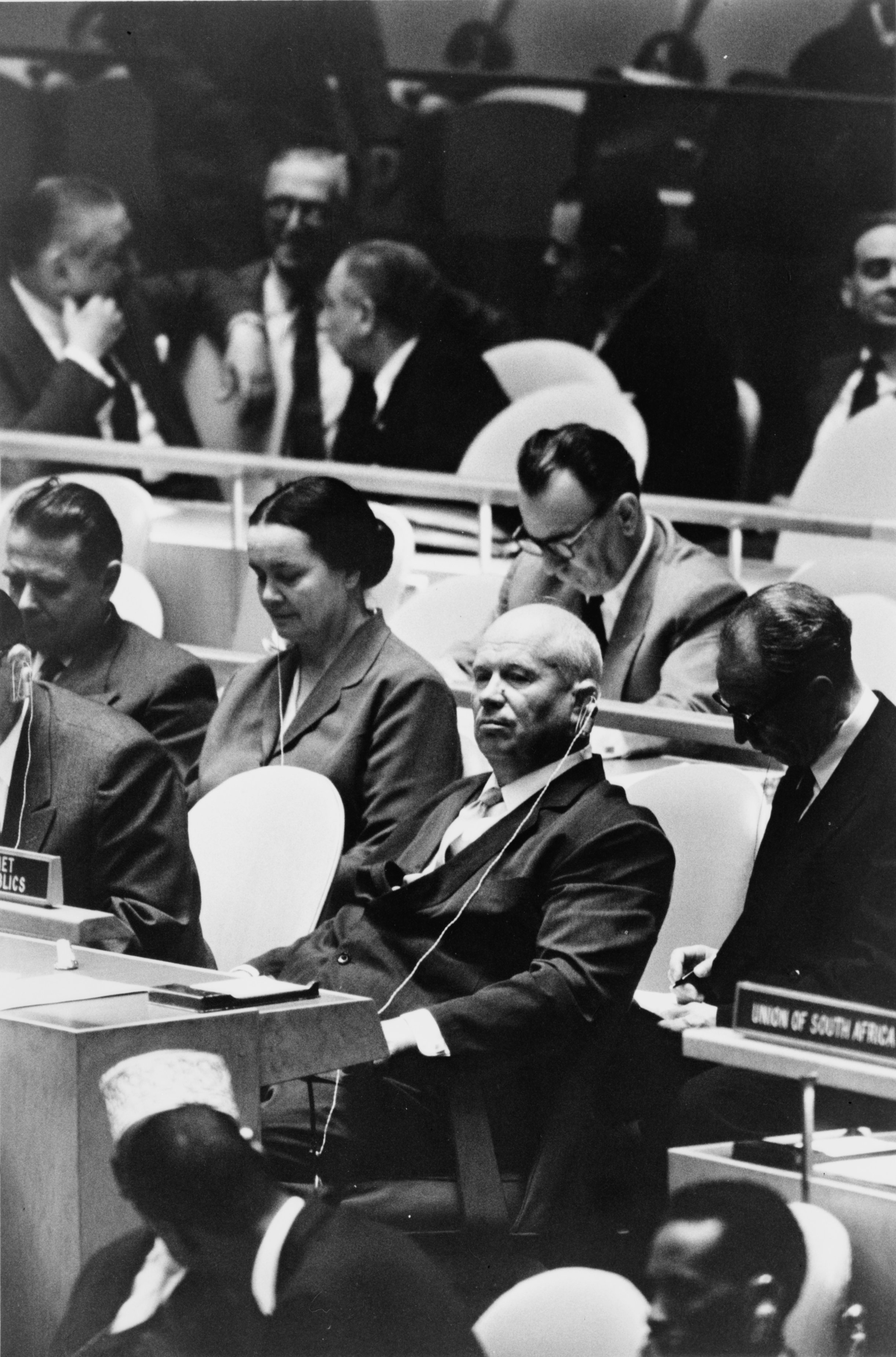
Nikita Chruščëv all'Assemblea generale dell'ONU, New York, 12 ottobre 1960

In ambito internazionale Chruščëv viene ricordato per uno dei momenti più iconici del XX secolo: era il 12 ottobre 1960 e in una seduta dell'ONU il segretario generale del PCUS si tolse una scarpa sbattendola sul tavolo, solo brandendola secondo altre fonti, per protestare contro le affermazioni del delegato filippino, che accusava l'URSS di "imperialismo" in Europa orientale. Quell'assemblea generale delle Nazioni Unite, la 15ª, è ricordata come una delle più infuocate nella storia.
Il capo delegazione delle Filippine infatti, Lorenzo Sumulong, dichiarò nel suo intervento che "la risoluzione proposta dall'URSS sul diritto inalienabile all'indipendenza dei popoli dovrebbe essere estesa anche alle genti dell'Europa orientale e di ogni altro Paese che sono state private del libero esercizio dei diritti politici e civili inghiottiti, per così dire, dall'Unione Sovietica". Chruščëv, chiedendo senza successo al presidente dell'Assemblea di richiamare il delegato filippino "all'ordine", prima sbatté i pugni sul tavolo, poi una scarpa.

### Le contraddizioni di Chruščëv
Le aperture di Chruščëv seguite al rapporto sui crimini di Stalin furono una delle concause della rivolta democratica dell'Ungheria del 1956.

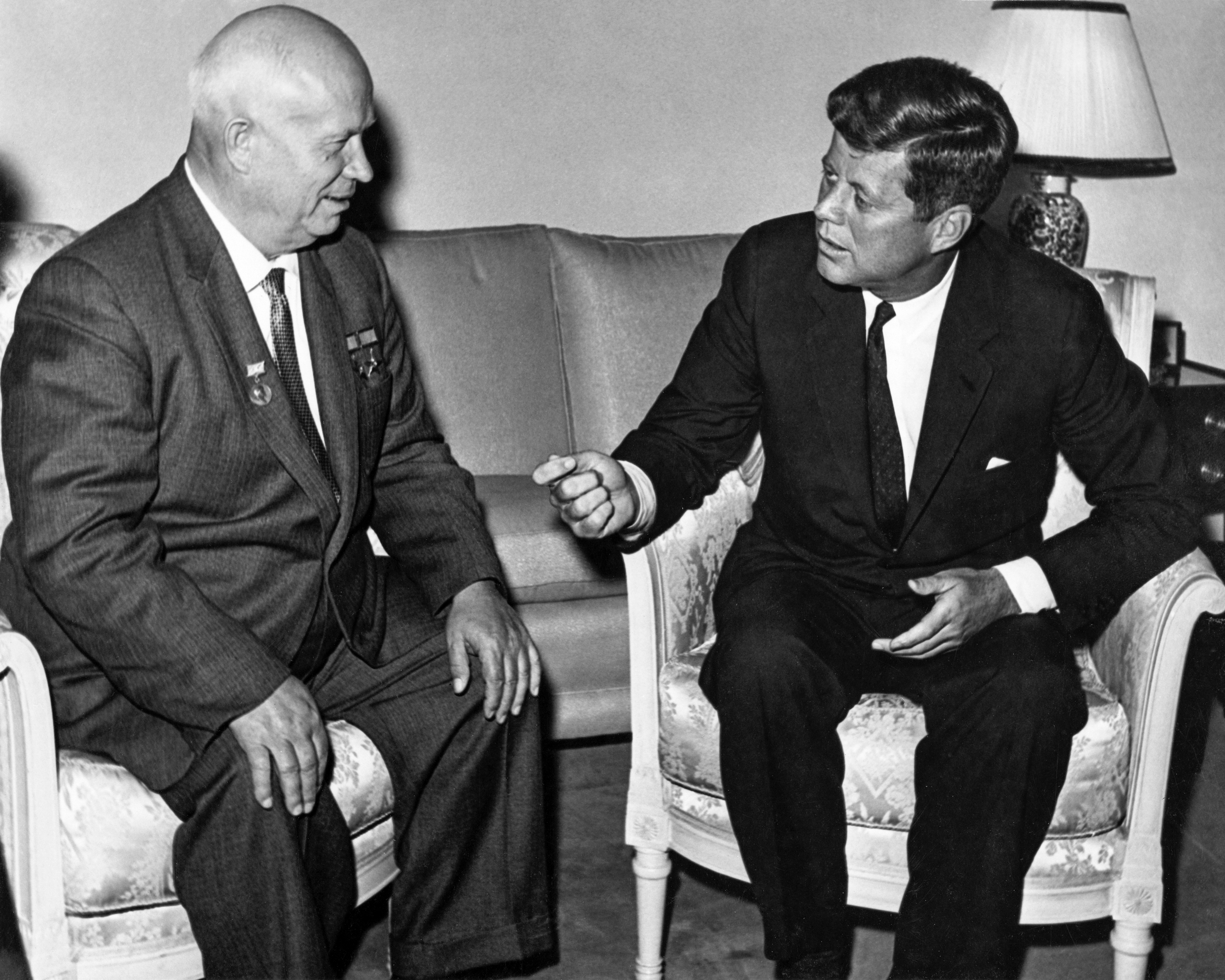
Chruščëv e John F. Kennedy, a Vienna, nel giugno 1961

La "rivoluzione ungherese" acquisì ben presto connotati antisovietici che destarono la paura di Chruščëv di essere rovesciato dagli stalinisti (Molotov, per esempio) che già mordevano il freno e che difficilmente gli avrebbero perdonato di avere "perso l'Ungheria". Questa paura era assai più giustificata delle vecchie e tradizionali visioni staliniste dell'"accerchiamento", e che non erano così presenti in un Chruščëv non più convinto dell'inevitabilità dello scontro militare fra Est e Ovest. L'invasione dell'Ungheria venne così approvata per reprimerne la rivolta, continuando in tal modo quella politica oppressiva di stampo stalinista che era stata pubblicamente ripudiata. La linea politica della "coesistenza pacifica" si mostrava così de facto valida unicamente nei confronti del grande rivale capitalista, non applicabile agli altri paesi socialisti.
Nel 1961 Chruščëv approvò poi il piano per la costruzione del muro di Berlino proposto da Walter Ulbricht, leader della Repubblica Democratica Tedesca (Germania Est), allo scopo di arrestare le ormai massicce emigrazioni clandestine verso l'Occidente. La quasi totalità dei cittadini della Germania Est che a partire dalla divisione dello Stato tedesco erano passati clandestinamente alla parte occidentale, stimati attorno ai tre milioni, lo avevano fatto a Berlino. La capitale era divisa in due zone, una di influenza sovietica e una occidentale.

### L'estromissione
Chruščëv si trovò in grandi difficoltà all'interno del suo partito dopo l'insuccesso nella gestione della crisi di Cuba, in seguito alla quale la flotta sovietica che trasportava missili per il governo alleato di Cuba si dovette ritirare di fronte al blocco navale imposto dagli Stati Uniti d'America. La sua caduta fu, a quanto sembra, il risultato di una cospirazione da parte dei capi del partito, irritati dalla sua politica estera, che aveva messo in imbarazzo il partito e l'Unione Sovietica stessa nello scenario internazionale.
Il PCUS accusò Chruščëv di avere commesso errori politici durante la crisi dei missili di Cuba nel 1962 e di avere organizzato male l'economia sovietica, soprattutto nel settore agricolo.
I cospiratori, guidati da Leonid Brežnev, Aleksandr Šelepin e dal capo del KGB Vladimir Semičastnyj, ottennero la deposizione di Chruščëv nell'ottobre 1964, quando egli si trovava a Pitsunda sul Mar Nero. I cospiratori convocarono un consiglio speciale del Presidium del Comitato Centrale, e quando Chruščëv arrivò, il 13 ottobre, il Consiglio votò a favore delle sue dimissioni da ogni incarico nel partito e nel governo, concretizzatesi il giorno seguente. Il 15 ottobre 1964 a Chruščëv non restò che dimettersi da presidente del Consiglio dei ministri dell'Unione Sovietica, le dimissioni furono accolte dal Presidium del Soviet Supremo.
Il 16 ottobre la Pravda uscì con i ritratti di Breznev e Kosygin, i suoi sostituti, in prima pagina; il giorno successivo, senza nominarlo, il giornale definì il suo periodo come caratterizzato da "Progetti selvaggi, conclusioni poco elaborate e decisioni affrettate, millanterie e fanfaronate: tutte cose che sono  estranee al partito"  ; da quel giorno il suo nome, che prima compariva con una media di 160 volte per numero, fu completamente ignorato dal quotidiano del partito fino alla sua morte, che fu comunicata come una notizia di due righe indicando la morte di un pensionato.
Dopo la sua destituzione Chruščëv trascorse il resto della sua vita come pensionato a Mosca. Rimase nel comitato centrale fino al 1966. Per il resto della sua vita fu controllato a vista dal KGB, ma non si dedicò ad altro che alle sue memorie e ad altri affari di minore importanza riguardanti l'Occidente. Morì a Mosca l'11 settembre 1971 per un attacco cardiaco e fu seppellito al cimitero di Novodevičij. Gli furono negati i funerali di Stato e la sepoltura dentro al Cremlino.

## Riferimenti nella cultura di massa
Il personaggio di Chruščëv compare come protagonista nel film del 2017 Morto Stalin, se ne fa un altro, interpretato da Steve Buscemi.